# بشك (شنبة)
بشك (بالفارسية: بشک) هي قرية تقع في إيران في قسم شنبة الريفي. يقدر عدد سكانها بـ 16 نسمة بحسب إحصاء 2016.